# Бакленд, Реймонд
Ре́ймонд Ба́кленд (англ. Raymond Buckland, магическое имя — Робат (англ. Robat); 31 августа 1934 — 27 сентября 2017) — английский и американский писатель, автор произведений на тему оккультизма и викки, значимая фигура в истории последней, первосвященник викки как в гарднерианских традициях, так и в традициях «сикс-вики».
Согласно его трудам, в первую очередь книге "Witchcraft from the Inside" («Чародейство изнутри»), опубликованной в 1971 году, он был первым человеком в Соединённых Штатах, кто открыто признался в том, что практикует викку. С 1964 года он представлял родословную гарднерианской викки в США, после того как годом ранее в Великобритании прошёл обряд посвящения в ремесло тогдашней Верховной жрицей Джеральда Гарднера Моник Уилсон. Позже он сформировал свою собственную традицию, названную «сикс-вика» (Seax-Wica), которая фокусируется на символике англосаксонского язычества.

## Биография

### 1934—1962 годы
Бакленд родился в Лондоне 31 августа 1934 года, в семье Стэнли Томаса Бакленда (Stanley Thomas Buckland) и Эйлин Лиззи Бакленд, в девичестве Уэллс (Eileen Lizzie Wells). Реймонд был смешанного этнического происхождения: его мать была англичанкой, а отец — цыганом. Семья принадлежала к англиканской церкви, однако мальчик примерно с 12 лет начал проявлять интерес к спиритизму и оккультизму, переняв это увлечение у своего дяди.
Когда в 1939 году началась Вторая мировая война, семья переехала в Ноттингем, где Реймонд учился в городской средней школе. Там он заинтересовался театром, участвовал в любительских драматических постановках.
Дальнейшее образование Реймонд получал в школе при Королевском колледже. В 1955 году он женился на Розмари Мосс. С 1957 по 1959 год служил в Королевских ВВС, потом в течение четырёх лет работал в лондонской издательской компании, затем, в 1962 году, вместе с женой эмигрировал в Соединённые Штаты. Там они проживали на острове Лонг-Айленд, штат Нью-Йорк. Живя в США, Бакленд работал в компании British Airways.

### Посвящение
В Америке вскоре Бакленд прочитал книги "The Witch-Cult in Western Europe" («Ведовской культ в Западной Европе») Маргарет Мюррей и "Witchcraft Today" («Колдовство сегодня») Джеральда Гарднера. Они дали ему представление о неоязыческой колдовской религии, или викке, которая нынче известна более широко. Некоторые источники сообщают, что Бакленд установил отношения с Гарднером, когда тот жил на острове Мэн и руководил своим музеем колдовства. Отношения эти осуществлялись заочно, в основном по переписке. Гарднер и Бакленд сдружились, было несколько телефонных разговоров между ними, в результате которых Бакленд стал представителем Гарднера в США. Реймонд также познакомился и подружился с Маргарет Сент-Клер, автором оккультного классического романа "Sign of the Labrys" («Знак лабриса»). Он и его жена Розмари отправились в Шотландию; там, в Перте, они были посвящены в ремесло Верховной жрицей Моник Уилсон, известной как леди Олвен. Гарднер присутствовал на церемонии, но сам в ней не участвовал. Вскоре после этого Гарднер умер, так никогда больше не свидевшись с Баклендом.

### Создание ковена
После встречи с Гарднером Бакленды вернулись домой, в Соединённые Штаты, взяв с собой его «Книгу теней». Они переехали в Брентвуд, на Тимберлайн-Драйв. В том же году они основали ковен в Бэй-Шоре, штат Нью-Йорк. Это была первая в США группа прямого посвящения по линии гарднерианской викки. Многие полностью инициированные в Соединённых Штатах гарднерианцы могут проследить своё происхождение от этого ковена, который был центром неоязычества в Америке в течение двадцати лет. Бакленды поначалу пытались сохранить свои личности втайне из-за опасений по поводу нежелательного и негативного внимания к их персонам, однако журналистка Лиза Хоффман из "New York Sunday News" опубликовала заметку про них без их разрешения. Кроме того, Реймонд вынужден был появиться в ток-шоу Алана Бёрка, после того как соседи узнали, что он практикует викку. Однажды, раскошелившись, Бакленд приобрёл катафалк и стал на нём ездить; вскоре он за рулём катафалка стал привычным зрелищем у местных жителей. В 1973 году Бакленд расстался с женой, после чего они оба покинули ковен.

### Первый музей колдовства и магии в США
В 1968 году Бакленд основал Первый музей колдовства и магии в Соединённых Штатах (First Museum of Witchcraft and Magick) под влиянием Музея колдовства и магии Гарднера (Museum of Witchcraft and Magic). Вначале музей размещался в собственном подвале Бакленда и принимал посетителей только по предварительной записи. После того как коллекция экспонатов выросла, Бакленд перенес музей в дом XIX века в Бэй-Шоре. Музей привлёк внимание средств массовой информации, о нём был снят документальный фильм.
В 1973 году, после разлуки с женой, Бакленд переместил свой музей в Уирс-Бич, штат Нью-Гэмпшир. В 1978 году он переехал в Вирджинию, распустил музей и положил все свои артефакты на хранение.
В 2008 году экспонаты музея были переданы на попечение Договору викканской церкви магических фигур (Covenant of the Pentacle Wiccan Church — CPWC), базирующемуся в Новом Орлеане, штат Луизиана, и возглавляемому Верховной жрицей преподобной Вельвет Риет. После периода пренебрежительного отношения к экспонатам и неумелого руководства предыдущим куратором преподобная Вельвет вместе со многими членами своей церкви смогла начать процесс восстановления.
В 2015 году артефакты были переданы Храму жертвоприношения (Temple of Sacrifice), ковену, базирующемуся в Колумбусе, штат Огайо, основанному Реймондом Баклендом и Кэт Тигнер. Нынешним владельцем музейных коллекций является Тони Ротонда. Музей колдовства и магии Бакленда в настоящее время экспонируется в Кливленде, штат Огайо.

### 1974—1982 годы. Создание Саксонской викки
Бакленд сформировал свою собственную викканскую традицию — Саксонскую викку, или «сикс-вику» (Seax-Wica), которая была основана на символике, взятой из англосаксонского язычества. Он написал всё об этом движении в книге "The Tree: Complete Book of Saxon Witchcraft" («Древо: Полная книга саксонского колдовства»). Затем он начал заочное обучение людей «сикс-вике», число приверженцев которой возросло до тысячи.

## Личная жизнь
На своей первой жене Розмари Реймонд Бакленд женился в 1955 году. В 1973-м они расстались. В 1974 году он женился на Джоан Хелен Тейлор. В 1992 году Бакленд и его третья жена, Тара, переехали на ферму, расположенную в северной части центрального Огайо, где он продолжал писать и работал в одиночку викканом.
В 2015 году его здоровье начало ухудшаться. Вначале он страдал от пневмонии, затем перенёс сердечный приступ. После выздоровления, в конце сентября 2017-го у него вновь возникли проблемы с сердцем и лёгкими. 27 сентября 2017 года Реймонд Бакленд скончался.